# Okno (film 1981)
Okno – polski film obyczajowy z 1981 roku w reżyserii Wojciecha Wójcika, zrealizowany na podstawie słuchowiska radiowego Ireneusza Iredyńskiego. Zdjęcia kręcono w Warszawie oraz w Domu Aktora Weterana w Skolimowie (część Konstancina-Jeziorny).

## Treść
Bohaterem filmu jest młody pisarz, Krzysztof  wiodący samotne życie, który pewnego dnia poznaje Basię.

## Obsada aktorska
- Tadeusz Huk – Krzysztof
- Iwona Bielska – Basia
- Zofia Jaroszewska – Lola
- Jerzy Bińczycki – sąsiad
- Zofia Czerwińska – sąsiadka
- Jan Englert – psychiatra
- Irena Iżykowska – Gruba
- Halina Kowalska-Nowak – Smolska
- Janusz Kowalski – Smolski
- Marek Lewandowski – architekt
- Włodzimierz Nowak
- Ryszard Pracz
- Zdzisław Szymborski